# Kanton Lisieux-1
Kanton Lisieux-1 (fr. Canton de Lisieux-1) byl francouzský kanton v departementu Calvados v regionu Dolní Normandie. Skládal se ze 17 obcí, zrušen byl v roce 2015.

## Obce kantonu
- Beuvillers
- Cordebugle
- Courtonne-la-Meurdrac
- Fauguernon
- Firfol
- Fumichon
- Glos
- Hermival-les-Vaux
- L'Hôtellerie
- Lisieux (část)
- Marolles
- Le Mesnil-Guillaume
- Moyaux
- Ouilly-du-Houley
- Ouilly-le-Vicomte
- Le Pin
- Rocques